# ريب كولينز
ريب كولينز (بالإنجليزية: Rip Collins)‏ هو لاعب كرة قاعدة أمريكي، ولد في 18 سبتمبر 1909 في بيتسبرغ في الولايات المتحدة، وتوفي بنفس المكان في 19 أبريل 1969.